# Wylie (Texas)
Pour les articles homonymes, voir Wylie.
La ville de Wylie est située dans les comtés de Collin, Rockwall et Dallas, dans l’État du Texas, aux États-Unis. Lors du recensement de 2010, sa population s’élevait à 41 427 habitants.

## Personnalités
- Kylie Rae Harris (1989-2019), chanteuse américaine, est née à Wylie.

## Source
- (en) Cet article est partiellement ou en totalité issu de l’article de Wikipédia en anglais intitulé « Wylie, Texas » (voir la liste des auteurs).